# 자살예방

대한민국 보건복지부가 운영하는 자살예상담전화 109

자살예방은 복지제도, 번개탄이나 농약, 총기와 같은 자살수단 차단, 위기상담전화 운영 등에 의해 자살을 예방하는 것이다.
자살 예방은 자살 위험을 줄이기 위한 노력의 집합체이다. 자살은 예방할 수 있는 경우가 많으며 이를 예방하기 위한 노력은 개인, 관계, 지역 사회 및 사회 수준에서 발생할 수 있다. 자살은 개인, 가족 및 지역 사회에 장기적인 영향을 미칠 수 있는 심각한 공중 보건 문제이다. 자살을 예방하려면 사회의 모든 수준에서 전략이 필요하다. 여기에는 개인, 가족 및 지역 사회를 위한 예방 및 보호 전략이 포함된다. 자살은 경고 신호를 배우고, 예방 및 회복력을 촉진하고, 사회 변화에 전념함으로써 예방할 수 있다.
대한민국의 경우, 보건복지부가 자살예방 상담의 접근성을 높이기 위해 1.1.(월)부터 기억하기 쉬운 3자리 자살예방 상담전화〔109〕를 운영하고 있다.〔109〕는 119와 같이 자살이 ‘구조가 필요한 긴급한 상황’이라는 인식을 주며 ‘①한 명의 생명도, ②자살 zero, ③구하자’ 라는 의미를 갖고있다.

## 같이 보기
- 청소년사이버상담센터
- Wee
- 세계 자살 예방의 날